# Bob Cuspe - Nós Não Gostamos de Gente
Bob Cuspe - Nós Não Gostamos de Gente és una road movie, comèdia i fantasia animada per a adults brasilera realitzada en stop-motion, dirigida per César Cabral i estrenada el 2021.

## Sinopsi
La història està basada en el personatge del caricaturista paulista Angeli, Bob Cuspe. La pel·lícula mostra al personatge major, vivint en un món post-apocalíptic. En aquest món, on hi ha onades de petits Elton Johns que representen la música pop i ataquen als altres personatges. Bob Cuspe busca trobar Angeli en un purgatori que està dins del cap del creador.

## Repartiment
- Milhem Cortaz
- Paulo Miklos
- Grace Gianoukas
- Angeli
- Laerte Coutinho
- Hugo Possolo
- Beto Hora
- Carol Guaycuru

## Premi
Prix du long métrage Contrechamp al Festival de Cinema d'Animació d'Annecy en 2021.